# Regiunea Tirana

Localizarea regiunii în Albania

Regiunea Tirana (albaneză: Qarku i Tiranës) este una dintre cele 12 regiuni ale Albaniei. Conține districtele Kavajë și Tirana, iar capitala sa este orașul Tirana, care este și capitala statului.